# ZTE Orbit
De ZTE Orbit is een smartphone van het Chinese bedrijf ZTE. Het toestel gebruikt Microsofts besturingssysteem Windows Phone 7. Het is de tweede telefoon van het bedrijf die gebruikmaakt van het besturingssysteem, na de ZTE Tania.
De ZTE Orbit heeft een capacitief aanraakscherm van 4 inch groot en een resolutie van 480 x 800 pixels, net zoals elke andere Windows Phone 7-telefoon. Het geheugen is, vergeleken met andere smartphones, eerder beperkt met een capaciteit van 4 GB, die niet uitgebreid kan worden. Verder beschikt de telefoon over een camera van 5 megapixels.